# Hydraena parvipalpis
Hydraena parvipalpis (лат.) — вид жуков-водобродок рода Hydraena из подсемейства Hydraeninae.

## Распространение
Встречаются на Мадагаскаре.

## Описание
Водобродки мелкого размера (около 2 мм), удлинённой формы. Дорзум темно-коричневый, лоб темнее; ноги коричневые; максиллярные щупики коричневые до светло-коричневых, дистальная ½ последнего пальпомера не темнее. Голова и переднеспинка густо крупнопунктированные, пунктировка переднеспинки крупнее, чем на голове, каждая пунктура с короткими лежачими волосками. Распознается от близких видов по сочетанию глубоких и широко разделённых зубцов надкрылий и очень маленьких, почти отсутствующих, метавентральных бляшек на заднем крае глубокой срединной впадины. Эдеагус отличается от всех других в этой группе формой дистальной части основной части и самой дистальной части, обе из которых широкие в боковом виде. У самцов пятый брюшной вентрит более отчётливо поперечно приподнят, чем у других представителей группы. Взрослые жуки, предположительно, как и близкие виды, растительноядные, личинки плотоядные.

## Классификация
Вид был впервые описан в 2017 году американским энтомологом Philip Don Perkins (Department of Entomology, Museum of Comparative Zoology, Гарвардский университет, Кембридж, США) по типовым материалам с острова Мадагаскар. Включён в состав подрода Micromadraena вместе с видами H. fortipes, H. genuvela, H. serripennis, H. rubridentata и H. breviceps.